# Spacebrock
Spacebrock es el vigésimo segundo álbum de estudio de Hawkwind, lanzado por Voiceprint Records en 2000. El disco fue grabado casi en solitario por el guitarrista Dave Brock, con unas pocas colaboraciones de Richard Chadwick (batería), Crum (teclados) y Richard Jackson (secuenciador).

## Lista de canciones
1. «Life Form» (Brock) - 1:42
2. «Some People Never Die» (Brock) 4:02
3. «Dreamers» (Brock) - 3:40
4. «Earth Breath» (Brock) - 1:36
5. «You Burn Me Up» (Brock) - 4:34
6. «The Right Way» (Brock) - 0:53
7. «Sex Dreams» (Brock/Jackson) - 3:48
8. «To Be or Not» (Brock) - 2:12
9. «Kauai» (Brock) - 1:35
10. «Earth Calling» (Brock) - 3:47
11. «The Starkness of the Capsule» (Brock) - 3:13
12. «Behind the Face» (Brock) - 3:15
13. «Space Brock» (Brock) - 4:47
14. «Space Pilots» (Brock) - 2:01
15. «1st Landing» (Brock/Calvert) - 1:46
16. «The Journey» (Brock) - 2:48
17. «Do You Want This Body» (Brock) - 6:34

## Personal
- Dave Brock: guitarra, bajo, teclados, voz
- Richard Chadwick: batería: (Dreamers, Earth Calling & Space Pilots)
- Crum: teclados (Dreamers)
- Richard Jackson: programación de secuenciador (Sex Dreams)